# Šatorsko jezero
Šatorsko jezero je jezero na planini Šatoru u zapadnoj Bosni i Hercegovini. Nalazi se na visini od 1488 m nmv. Dugo je 200 m, široko 100 m, a duboko oko 7 m.
Iz njega izvire Mlinski potok od kojeg kad se spoji sa Šatorskim potokom nastaje rijeka Unac.

## Vanjske poveznice
|  | Zajednički poslužitelj ima još gradiva o temi Šatorsko jezero |